# Paralelo 38 N
Paralelo 38 N é uma linha imaginária que está a 38 graus ao norte da Linha do Equador. Foi especialmente importante na história recente da Coreia, pois dividia a Coreia do Norte da Coreia do Sul.
A esta latitude o Sol é visível durante 14 horas e 48 minutos durante o solstício de verão e durante 9 horas e 32 minutos durante o solstício de inverno.

## O Paralelo 38 na Coreia

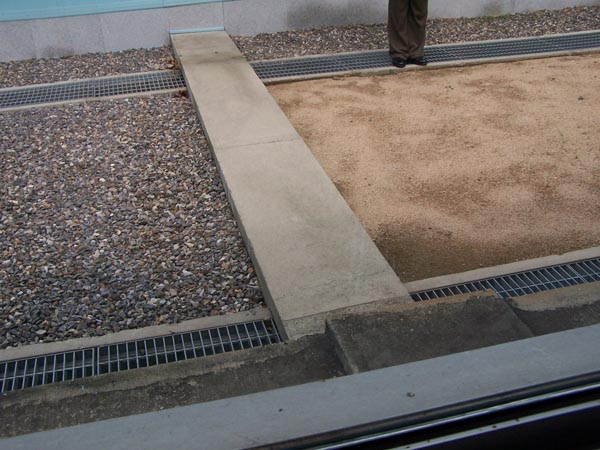
O Paralelo 38 na Coreia. Ao lado esquerdo situa-se a Coreia do Sul e na direita a Coreia do Norte.

O paralelo 38 foi sugerida pela primeira vez como uma linha divisória para a Coreia em 1896. O Império Russo estava tentando puxar a Coreia sob o seu controle, enquanto o Império Japonês ganhou reconhecimento de seus direitos na Coreia do Império Britânico. Em uma tentativa de evitar qualquer conflito, o governo japonês propôs ao Império Russo que os dois lados da Coreia fossem disjuntos de influência ao longo do paralelo 38. No entanto, nunca foi alcançado nenhum acordo formal, e o Império japonês assumiu o controle total da Coreia em 1910.
Após a rendição do Japão em agosto de 1945, o paralelo 38 foi estabelecido como o limite por Dean Rusk e Charles H. Bonesteel III do Departamento de Estado dos EUA - Guerra - Marinha Comitê de Coordenação, em Washington, DC, durante a noite de 10 de agosto de 1945, quatro dias antes da libertação da Coreia. Esse paralelo divide a península coreana aproximadamente no meio. Em 1948, esse paralelo tornou-se a fronteira entre os países recém-criados da Coreia do Norte e Coreia do Sul. Em 25 de junho de 1950, após uma série de ataques transfronteiriços e tiros, tanto do Norte e os lados do sul, o Exército norte-coreano atravessou o paralelo e invadiu a Coreia do Sul. Isso provocou uma resolução das Nações Unidas contra a agressão e a guerra da Coreia, com as tropas da ONU (principalmente americanos), ajudando a defender a Coreia do Sul.
Durante a Segunda Guerra Mundial, o Exército de Libertação da Coreia estava preparando um ataque contra o exército japonês que ocupava a Coreia - em conjunto com o Office of Strategic Services - mas a rendição do império japonês cancelou a execução deste plano. O governo coreano e de metas do governo dos Estados Unidos tinha sido alcançado com a rendição japonesa em 14 de agosto de 1945, formalizou na Baía de Tóquio em 2 de setembro de 1945. Veja Governo Provisório da República da Coreia.
Há ainda muita confusão sobre a data real da rendição do Japão. No entanto, foi em 2 de setembro de 1945 que o Império japonês assinou o Termo de Renúncia. Ataques americanos no território japonês, incluindo por bombardeio aéreo, continuou até a manhã de 15 de agosto de 1945, apesar das alegações de algumas fontes de que os EUA estavam cientes logo em 10 de agosto de 1945 de aceitação das condições do Imperador japonês Acordo de Potsdam (indicando efetivamente rendição). Isto sugere, mas não indica que a linguagem do artigo sobre a Medida Provisória do governo coreano se refere (no entanto imprecisa) para a rendição das forças japonesas controlam ou de outra operação na Coreia. Independentemente de 2 de setembro de 1945, foram mais de três semanas após a "noite de 10 - 11 de agosto de 1945" data indicada no parágrafo acima. Além disso, indica que o presidente Harry S. Truman não reconhece o paralelo 38 como o limite recomendado para a divisão da península coreana até 15 de agosto de 1945, e que o líder soviético Josef Stalin não concorda com esta proposta até 16 de agosto de 1945.
Após o armistício pôs fim à Guerra da Coreia em 1953, a linha de demarcação foi estabelecida através da média da Zona Desmilitarizada da Coreia. Esta linha de fronteira atravessa o paralelo 38, em um ângulo agudo, a partir do sudoeste para o nordeste, e agora serve como a Linha de Demarcação Militar entre a Coreia do Sul e Coreia do Norte.

## Cruzamentos
Começando pelo Meridiano de Greenwich e tomando a direcção Leste, o paralelo 38° Norte passa por:
| País, território ou mar | Notas |
| ----------------------- | --- |
| Mar Mediterrâneo        | Passa a norte da ilha de Marettimo, Itália |
| Itália                  | Ilhas Levanzo e Sicília |
| Mar Mediterrâneo        | Estreito de Messina |
| Itália                  | Pequena parte do sul da Península Itálica |
| Mar Mediterrâneo        | Mar Jónico - passa entre as ilhas Cefalónia e Zacinto, Grécia                                                                                             |
| Grécia                  | Passa em Atenas |
| Mar Egeu                | |
| Grécia                  | Passa nas ilhas Petalioi e Eubeia |
| Mar Egeu                | Passa a norte da ilha Andros, Grécia |
| Turquia                 | |
| Irão                    | |
| Mar Cáspio              | |
| Turquemenistão          | |
| Irão                    | |
| Turquemenistão          | Passa a norte de Asgabate |
| Uzbequistão             | |
| Tajiquistão             | |
| Afeganistão             | |
| Tajiquistão             | |
| China                   | Xinjiang Qinghai Gansu Mongólia Interior Ningxia Mongólia Interior Shaanxi Shanxi - passa a norte de Taiyuan Hebei - passa a sul de Shijiazhuang Shandong |
| Mar Amarelo             | Passa a norte da Ilha Baengnyeong, Coreia do Sul |
| Coreia do Norte         | |
| Mar Amarelo             | |
| Coreia do Norte         | |
| Coreia do Sul           | |
| Mar do Japão            | |
| Japão                   | Ilha de Sado |
| Mar do Japão            | |
| Japão                   | Ilha Honshū |
| Oceano Pacífico         | |
| Estados Unidos          | Califórnia Nevada Utah Colorado Kansas Missouri Illinois Indiana Kentucky Virgínia Ocidental Virgínia                                                     |
| Baía de Chesapeake      | |
| Estados Unidos          | Maryland Virgínia |
| Oceano Atlântico        | Passa entre São Miguel e Pico nos Açores, Portugal |
| Portugal                | Distrito de Setúbal Distrito de Beja - passa no perímetro sul da cidade de Beja                                                                           |
| Espanha                 | Andaluzia Estremadura Andaluzia Região de Múrcia - passa em Múrcia Comunidade Valenciana                                                                  |
| Mar Mediterrâneo        | |